# 게리 기번스
게리 윌리엄 기번스(영어: Gary William Gibbons, 1946년 7월 1일 ~ )는 영국의 이론물리학자이다. 일반 상대성 이론과 블랙홀의 연구에 기여하였다.

## 생애
1946년 7월 1일 서리주 쿨즈던(영어: Coulsdon)에서 태어났다. 케임브리지 대학교에 입학하여, 1973년에 박사 학위를 수여받았다. 그 뒤 케임브리지 대학교에 남아, 1997년 정교수가 되었다.